# Euphorbia dwyeri
Euphorbia dwyeri là một loài thực vật có hoa trong họ Đại kích. Loài này được D.G.Burch mô tả khoa học đầu tiên năm 1967.